# 胆江日日新聞
胆江日日新聞（たんこうにちにちしんぶん）は、岩手県・胆江地方（奥州市、胆沢郡金ケ崎町）を対象地域とした胆江日日新聞社が発行する日刊新聞。地元では「胆江新聞（たんこうしんぶん）」「胆江（たんこう）」「胆日（たんにち）」などとも呼ばれている。

## 概要
1946年（昭和21年）3月7日創刊。代表取締役社長は小野寺弘行。
配布地域は奥州市と金ケ崎町。名実ともに地元に密着した新聞構成となっている。
題号の「胆江」は、取材・購読・営業エリアである奥州市と金ケ崎町が関係する地名に起因。北上川西部を「胆沢郡（いさわぐん）」、東部を「江刺郡（えさしぐん）」と呼んでいたことから、それぞれの地名の頭文字を合わせたものである。「胆江」の名称は、本紙の題号や社名以外にも公的な団体や大会等の名称にも用いられている。
国際リニアコライダー（ILC）候補地の北上山地が、配布地域である奥州市の東部に位置している。また、水沢市街地には、旧緯度観測所からの流れをくむ国立天文台水沢ＶＬＢＩ観測所があるなど、先端科学にまつわる話題を取り上げている特色があることから、新聞社の公式サイトと内に「胆江日日新聞サイエンスニュース」を設け、関連する記事を紹介している。
岩手建設工業新聞（盛岡市）、東海新報（大船渡市）とともに「岩手県地方新聞協会」を結成している。
岩手県南部には胆江地方や一関、北上、花巻などを購読エリアとする岩手日日があるが、双方は全く無関係である。しかしながら、岩手日日では2016年7月1日の紙面リニューアル以前、同地方に配達される新聞の題字下に、ひらがなで「たんこう」と表記していたことや、社名の「日日」という部分が同じであることなどから、特に地元住民以外からは同じ新聞、またはグループ会社と勘違いされることがある。

## 被災した東海新報の紙面データ公開
2011年3月11日の東日本大震災発生を受け、気仙地域（大船渡市、陸前高田市、住田町）の詳細な情報を確認したいという岩手県内外の人たちの声に応え、3月17日に記者2人と営業社員1人を東海新報社に訪問させて津波被害を受けた大船渡、陸前高田市の状況を取材した。
その際に、東海新報社から震災直後に発行した紙面のpdfデータを託され、自社サーバーに3月12日から4月17日までの東海新報の紙面データを同データをアップロードして紙面公開した。

## ふるさと新聞アワード受賞
特定の市町村や生活圏域で新聞の定期発行をしている地域紙を顕彰するため、メディア業界専門紙を発行する文化通信社が2021年に創設した新聞賞「ふるさと新聞アワード」では、２年間連続で入賞を果たしている。
2021年は「もの」部門優秀賞を受賞。2022年は最高賞の「グランプリ」と、同年に新設された「Google アワード」をＷ受賞している。